# フォカエア (小惑星)
フォカエア (25 Phocaea) は小惑星帯（メインベルト）のS型小惑星である。ジャン・シャコルナクが1853年4月6日にマルセイユで発見したもので、彼が最初に発見した小惑星である。フォカエア族という小規模な小惑星族があると考える研究者もいる。フォカエア族は小惑星帯の内側寄りで離心率が比較的大きいため、この族に分類される小惑星の中には火星横断小惑星もある。
イオニア（現在のトルコ西部、フォチャ付近）に建設された古代ギリシアのポリス、フォカエアから名付けられた。
2009年4月に熊本県で掩蔽が観測された。